# Milan Gavrilovic
Milan Gavrilovic (Servisch: Милан Гавриловић) (Kraljevo, 27 juni 1960) is een Servische ex-voetballer. Zijn voorkeurspositie was verdedigend middenvelder maar naar het einde van zijn carrière toe werd hij vaak als centraal verdediger uitgespeeld.

## Spelerscarrière
Hij maakte zijn intrede in de Belgische eerste klasse op 29-jarige leeftijd bij KRC Genk in 1989. Daarvoor kwam hij in Joegoslavië uit voor oa. FK Sloga Kraljevo, FK Rad, RFK Majdanpek, FK Borac Čačak, en FK Željezničar Sarajevo. 
Na zijn periode bij KRC Genk, speelde Gavrilovic nog 2 seizoenen bij KFC Diest waarna hij verhuisde naar Hong Kong. Daar kwam Gavrilovic uit voor het toenmalige Voicelink waar hij 1 seizoen speelde. 
Bij zijn terugkeer naar België bracht Gavrilovic nog eens 6 maanden door bij KFC Diest, dat hij daarna inruilde voor KVO Aarschot.

## Trainerscarrière
In het seizoen ’96-’97 werd Gavrilovic ook speler-trainer bij KVO Aarschot. Een succesvol seizoen waarin hij de club van vierde klasse naar derde klasse bracht.